# Assedio di Gassan-Toda (1569)
Il castello di Gassan-Toda nel 1569 era in mano del clan Mōri che lo aveva conquistato durante la campagna del 1563-1567. Il castello era la roccaforte storica del clan Amago che lo perse dopo anni di lotta.
Gli Amago, a quel tempo fuggiti dalla provincia di Izumo, non avevano più domini, ma molti suoi ex servitori attendevano l'occasione per una rivincita. Uno di questi fu indubbiamente Yamanaka Yukimori, probabilmente il più famoso e leale servitore Amago. 
Nel 1569 Mōri Terumoto era la guida del clan Mōri e iniziò una campagna nel Kyūshū contro il clan Ōtomo. Yukimori vide nella lontananza dell'armata nemica un'occasione per riconquistare l'antica roccaforte. Convinse Amago Katsuhisa a risfoderare le armi e con circa 3 000 uomini tornarono nella provincia di Izumo. Nel luglio 1569 le forze Amago avevano circondato il castello e dopo qualche piccola vittoria nei dintorni, lo posero sotto assedio. Gassan-toda era sotto il controllo del servitore Mōri Amano Takashige il quale cercò di resistere il più possibile ma alla fine dovette arrendersi a causa della scarsità di approvvigionamenti.
Tuttavia le forze Mōri, vittoriose dopo l'assedio di Tachibana, ritornarono nelle loro terre a gennaio 1570 e riconquistarono facilmente il castello mettendo in fuga le forze Amago.